# Andorka Rudolf (szociológus)
| Andorka Rudolf                            | Andorka Rudolf                              |
| Kattints az alábbi külső linkek egyikére! | Kattints az alábbi külső linkek egyikére!   |
| ----------------------------------------- | ------------------------------------------- |
| Nem található szabad kép.(?)              |                                             |
| külső link · jogvédett                    | Andorka Rudolf Társadalomtudományi Társaság |

Andorka Rudolf (Budapest, 1931. április 30. – Budapest, 1997. június 30.) Széchenyi-díjas magyar szociológus, egyetemi tanár, a Magyar Tudományos Akadémia levelező tagja. Andorka Rudolf katonai attasé gyermeke. A társadalmi rétegződés és a demográfia neves kutatója, 1991-től haláláig a Budapesti Közgazdaságtudományi Egyetem rektora volt.

## Életpályája
1949-ben érettségizett, majd beiratkozott a Pázmány Péter Tudományegyetem (1950-től: Eötvös Loránd Tudományegyetem) Állam- és Jogtudományi Karának esti tagozatára. Egyetemi tanulmányai mellett fizikai munkásként dolgozott. 1951-ben családjával együtt kitelepítették Besenyszögre és kizárták az egyetemről (édesapja Horthy-korszak alatti diplomatatevékenysége miatt). Sorkatonai szolgálatának letétele után a Cserép- és Díszkerámia Szövetkezetnél, majd a Labdagyártó Szövetkezetnél dolgozott. 1956-ban ismét elkezdte az egyetemet. Az 1956-os forradalom idején az egyetemi nemzetőrség tagja volt. A forradalom leverése után rövid ideig a KGB őrizetében volt. 1957-ben öt hónap letöltendő szabadságvesztésre ítélték. Későn tudta befejezni tanulmányait, 1963-ban szerzett állam- és jogtudományi doktorátust.
1960-ban a Kohó- és Gépipari Minisztérium műszaki fordító irodájában tudott elhelyezkedni. 1962-ben Dányi Dezső akkori igazgató hívására a Központi Statisztikai Hivatal Könyvtárához került. Rövid könyvtárosi munka után a KSH Népességtudományi (később: Demográfiai) Intézetéhez került munkatársi beosztásban. 1970-ben a hivatal társadalomstatisztikai főosztályának kutatója lett, később a társadalmi mobilitás és életmód kutatási osztályának vezetésével bízták meg. 1984-ben távozott a hivataltól, amikor a Budapesti Közgazdaságtudományi Egyetemre került, ahol egyetemi tanárrá és a szociológia tanszék vezetőjévé nevezték ki. 1991-ben megválasztották az egyetem rektorává. Tisztségét haláláig viselte.
1979-ben védte meg a szociológiai tudományok kandidátusi, 1989-ben akadémiai doktori értekézését. Az MTA Szociológiai Bizottságának lett tagja. 1990-ben választották meg a Magyar Tudományos Akadémia levelező tagjává. 1991 és 1996 között az Országos Tudományos Kutatási Alap (OTKA) elnöke volt. Számos tudományos bizottságnak volt tagja, illetve 1995-ben a Magyar Szociológiai Társaság elnökévé és a Páneurópai Unió Magyar Egyesülete alelnökévé választották. Több tudományos szakfolyóirat, többek között 1984-től az Alkohológia, 1991-től a Sociological Working Papers szerkesztőbizottságának munkatársa volt. 1986-tól haláláig a Szociológiai Műhelytanulmányok főszerkesztője volt.
Tudományos munkái mellett kora közéletében is részt vett: 1988–1989-ben az utolsó MSZMP Központi Bizottsága tanácsadó testületének tagja. 1991-től haláláig a Magyarországi Evangélikus Egyház zsinatának világi elnöke, és a Deák téri evangélikus gyülekezet presbitere volt.

## Munkássága
Rendkívül termékeny szerző volt. Három évtizedet felölelő tudományos munkássága során a szociológia, a statisztika, a közgazdaságtan legtöbb területével foglalkozott. Kezdeti kutatásai az ökonometria irodalom összegyűjtéséből álltak. Később, már a Központi Statisztikai Hivatal munkatársaként bekapcsolódott Kemény Istvánnal a Ferge Zsuzsa által vezetett társadalmi rétegződéssel és a mobilitással foglalkozó vizsgálatsorozatába. A későbbi, 1972-ben, illetve 1982-ben lefolytatott ilyen természetű KSH-kutatást már Andorka vezette.
A társadalmi mobilitás problémakörén túl publikált több devianciaformával kapcsolatos közleményt (pl. az alkoholizmus kutatása terén fejtett ki jelentős hatást). Írásaiban foglalkozott az abortusz, a család szociológiai kérdéseivel, az úgynevezett népmozgalmi statisztikával is. Részt vett szegénységgel kapcsolatos szociológiai kutatásokban. A szociológia közgazdasági oldalának kérdéseivel is foglalkozott: több gazdaságszociológiai, időmérleggel kapcsolatos, történeti demográfiai cikket is publikált.
Nevéhez fűződik a szociológia első komolyabb és korszerűbb magyar nyelvű egyetemi tankönyvének megírása is, amelynek legutolsó, még életében megjelent kiadását már nagybetegen írta meg. A tankönyvet 2006-ban – csupán kisebb változtatásokkal – ismét kiadták.

## Díjai, elismerései
- Akadémiai Díj (1984)
- Széchenyi-díj (1996) – A társadalmi mobilitás vizsgálata, valamint a tudományszervezés és a nemzetközi tudományos kapcsolatok fejlesztése terén szerzett érdemei elismeréseként.
- Francia Becsületrend (1997)
- Magyar Örökség díj (1997)

## Főbb publikációi
- A budapesti nyugdíjasok helyzete és problémái (Cseh-Szombathy Lászlóval, 1965)
- Dinamikus népgazdasági modellek (társszerző, 1967)
- Iskolai végzettség és szakképzettség (1967)
- Alkoholizmus (társszerző, 1968)
- Mikromodellek (1971)
- Társadalmi jelzőszámok – társadalomstatisztikai rendszerek (1975)
- A társadalmi mobilitás történeti tendenciái (társszerző, 1975)
- Determinants of Fertility of Advanced Societies (1978)
- Andorka Rudolf–Zagórski Krzysztof: A társadalmi mobilitás Magyarországon és Lengyelországban. Az 1972. és 1973. évi adatfelvétel összehasonlító elemzése; KSH, Bp., 1979 (Társadalomstatisztikai közlemények)
- A magyar községek társadalmának átalakulása (Magvető, 1979) ISBN 9632709934
- A társadalmi mobilitás változásai Magyarországon (1982)
- The Social Demography of Hungarian Villages in the Eighteenth and Nineteenth Centuries (With Special Attention to Sárpilis 1792–1804) (Journal of Family History 1986. 2. 169–192.) (dr. Balázs Kovács Sándorral közös munka.)
- Bevezetés a szociológiába (1986, utolsó kiadás 2006) ISBN 9789633898482
- Gyermekszám a fejlett országokban (Gondolat, 1987)
- Demográfiai átmenet Magyarországon (1991)
- A jóléti rendszer átalakulása Magyarországon (társszerző, 1994)
- Szegénység és szociálpolitika a 90-es években; szerk. Andorka Rudolf; BKTE, Bp., 1995 (Kutatási beszámolók Budapesti Közgazdaságtudományi Egyetem Közszolgálati Tanulmányi Központ)
- Homo socio-oeconomicus. A közgazdaságtan és a szociológia társadalmi és emberképe. Akadémiai székfoglaló. 1991. március 27.; Akadémiai, Bp., 1995 (Értekezések, emlékezések)
- Merre tart a magyar társadalom? Szociológiai tanulmányok a magyar társadalom változásairól és problémáiról; Antológia, Lakitelek, 1996 (Magyar tudomány)
- Gyermek, család, történelem. Történeti demográfiai tanulmányok; Andorka Rudolf Társadalomtudományi Társaság, Bp., 2001
- Bevezetés a szociológiába; szerk. Spéder Zsolt; 2. jav., bőv. kiad.; Osiris, Bp., 2006 (Osiris tankönyvek)